# 破虏军
破虏军，北宋时设置的军。
太平兴国六年（981年）以霸州淤口寨置，治所在今河北省霸州市东信安。辖境相当今霸州市东部地。景德二年（1005年）改为信安军。 